# Cardoso de Oliveira

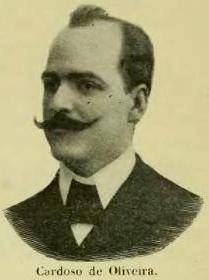
J. M. Cardoso de Oliveira.

José Manuel Cardoso de Oliveira GCC • GCSE (Salvador, 27 de junho de 1865 — Rio de Janeiro, 28 de fevereiro de 1962) foi um promotor público, juiz municipal, diplomata, romancista, biógrafo e poeta brasileiro.

## Biografia
Diplomado em Direito em Recife, é considerado um dos últimos representantes do naturalismo tardio na literatura sendo sua obra mais importante, Dois metros e cinco, costumes brasileiros, cuja primeira edição é de 1905 e que teve somente mais duas, respectivamente em 1909 e 1936. 
Por muitos críticos é considerado como um escritor estritamente regionalista, pois suas temáticas estão muito ligadas ao nordeste.
Era casado com Carlota de Figueiredo Cardoso de Oliveira (1871-1957), filha do pintor Pedro Américo e de Dona Carlota de Araújo Porto-Alegre, filha de Manuel de Araújo Porto-Alegre, Barão de Santo Ângelo.  
Biografou o sogro ilustre, o pintor Pedro Américo, que desenhou a terceira edição de seu romance mais famoso, publicado pela Briguiet & Cia. Cardoso de Oliveira é pouco lembrado nos dias de hoje talvez por ter adotado uma estética já em desuso em sua época.
Exerceu ainda a magistratura e depois a diplomacia. Foi poeta, romancista e escreveu um drama em cinco atos, uma tese contra o alcoolismo originalmente em francês, representado na Suíça, em 1900 e depois vertido ao português pelo próprio autor. Era genro do pintor Pedro Américo, de quem fez a biografia e o Catálogo Descritivo, Crítico e Biográfico das Obras. 
Sua bibliografia inclui também conferências e os Atos Diplomáticos do Brasil em 2 volumes. Segundo José Paulo Paes, Cardoso de Oliveira tem importância histórica na literatura e, no seu romance Dois Metros e Cinco, criou uma espécie de Pickwick baiano no pícaro Marcos Ferreira.
A 7 de Junho de 1923 foi agraciado com a Grã-Cruz da Ordem Militar de Cristo de Portugal e a 23 de Abril de 1927 foi agraciado com a Grã-Cruz da Ordem Militar de Sant'Iago da Espada de Portugal.

## Obras
- O orgulho, poemeto, (Recife), 1885
- Os Precitos da Senzala, (poemeto) 1885
- Pedro Américo, sua Vida e suas Obras, biografia do ilustre pintor e literata brasileiro, Guillard, Aillaud & Cia., Paris, 1898
- Um milionário de glórias, notícia biográfica, Garnier, Paris, 1899
- Dos Alpes.. Flocos e Rimas, versos, Livraria Aillaud & Cia., Paris, 1900
- Le Gouffre, drama em 5 atos, Livraria Ollendorff, Paris, 1901
- O Sorvedouro, versão brasileira do mesmo drama, H. Garnier, Rio de Janeiro, 1902
- Atos Diplomáticos do Brasil, 2 volumes, tipografia do Jornal do Commercio, Rio de Janeiro, 1912
- Dois Metros e Cinco, romance de costumes brasileiros, H. Garnier, Rio de Janeiro, 1905, segunda edição: 1909 e terceira: 1936
- Versos, Rio de Janeiro, 1908
- Poetas e prosadores portugueses, Livaria Aillaud e Bertrand, Lisboa, 1923
- Discurso de recepção na Academia das Ciências de Lisboa, idem, 1923
- Catálogo descritivo, crítico e biográfico das obras do ilustre pintor Pedro Américo, idem, 1924
- A fé a ciência, Nós, os brasileiros, conferência, idem, 1926
- O amor divino e a sua efígie na Terra, conferência, idem, 1926
- Toques de claro-escuro, inédito,s/d